# Mas del Maciano
El Mas del Maciano és un mas situat al municipi de Bovera a la comarca de les Garrigues.